# إليزابيث ماري بالمر
إليزابيث ماري بالمر (بالإنجليزية: Elizabeth Mary Palmer)‏ هي ملحنة نيوزيلندية، ولدت في 1832، وتوفيت في 1897.